# Йохан Франц фон Ламберг
Йохан Франц фон Ламберг (на немски: Freiherr Johann Franz von Lamberg; * 27 февруари 1618; † 15 април 1666, Виена) е фрайхер от род Ламберг от Каринтия и Крайна, господар на Ортенек в Крайна и Отенщайн във Валдфиртел в Долна Австрия.

## Произход и титла
Той е вторият син на фрайхер Йохан Албрехт фон Ламберг (* 1584; † 14 април 1650) и втората му съпруга фрайин Анна Катарина фон Кюенбург († 5 ноември 1629), дъщеря на фрайхер Йохан Якоб фон Кюенбург и Мария Сабина Пьол фон Ланщайн. Баща му се жени трети път на 22 април 1630 г. в Отенщайн за Елизабет фон Шифер.
Фамилията Ламберг купува през 1536 г. замък Отенщайн, през 1544 г. е издигната на фрайхер и започва да се казва „фрайхер фон Ортенег и Отенщайн“, през 1667 г. става граф. Замъкът Отенщайн е до 1940 г. собственост на фамилията.
Брат му Йохан Зигизмунд Алберт фон Ламберг (1627 – 1690) е издигнат на имперски граф във Виена на 10 ноември 1667 г. заедно с полубратята му Йохан Албрехт II фон Ламберг-Щокерау „Младия“ (1634 – 1683) и Йохан Георг фон Ламберг (1636 – 1692). Тогава синовете му също са издигнати на графове.
- Дворец Ламберг в Щирия
- Замък Отенщайн

## Фамилия
Йохан Франц фон Ламберг се жени на 26 ноември 1647 г. за Мария Констанция фон Квестенберг (* 25 март 1624, Прага; † 17 юни 1687, Виена), дъщеря на императорския дипломат и държавник Герхард фон Квестенберг II (1586 – 1646) и фрайин Фелицитат (Мария) Унтерхолцер фон Кранихберг. Те имат девет деца:
- Анна Терезия (* 1649; † 1684), омъжена 1669 г. за граф Йохан Кристоф фон Алтхан (* 1633; † 8 декември 1706)
- Франциска Мария (* 1650; † 24 ноември 1652)
- Леополд Йозеф фон Ламберг-Шпринценщайн (* 13 май 1654; † 28 юни 1706, Виена), издигнат на граф на 10 ноември 1667 г. във Виена, женен на 23 януари 1679 г. за графиня Катарина Елеонора фон Шпринценщайн (* 1660; † 28 ноември 1704); имат син
- Йозеф Карл Адам фон Ламберг (* 21 август 1655; † 6 август 1689, в битка), издигнат на граф на 10 ноември 1667 г. във Виена; неженен
- Ева Мария Анна Констанция (* 17 май 1659; † 13 март 1721), омъжена на 2 февруари 1690 г. за граф Себастиан Вунибалд фон Валдбург-Цайл, имперски трушсес (* 31 януари 1636; † 15 юни 1700, Виена)
- Йохан Балтазар Йозеф (* 1660; † 15 октомври 1664)
- Мария Изабела Цецилия (* 22 ноември 1661; † 18 декември 1747), омъжена I. на 29 април 1681 г. за граф Йохан Парис фон Орсини и Розенберг (* 28 юни 1651; † 1 април 1685), II. за граф Ото VIII фон Щубенберг (* 9 юни 1637; † 30 януари 1691)
- Франц Зигмунд фон Ламберг (* 28 януари 1663; † 18 април 1713), издигнат на граф на 10 ноември 1667 г. във Виена, женен на 5 май 1691 г. за графиня Франциска Терезия фон Ламберг (* 1 януари 1670; † 13 октомври 1742); имат дъщеря
- Мария Катарина (* 25 май 1664; † 28 януари 1717), омъжена I. за граф Ханс Адам Црини, II. на 6 юли 1693 г. за Максимилиан Ернст Янковски-Власими, граф Влашинг цу Ямнитц († 1739)